# Korte Wijngaardstraat 2 (Haarlem)

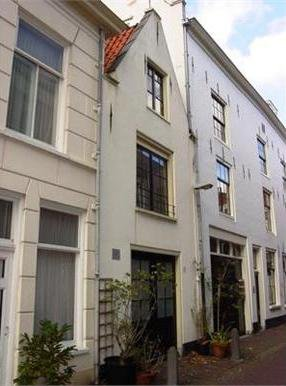
Korte Wijngaardstraat 2 in 2009

Het pand Korte Wijngaardstraat 2 in Haarlem is een uit het midden van de zeventiende eeuw daterend pand met een gepleisterde puntgevel en moderne kozijnen, dat in 1969 is aangewezen als rijksmonument.